# 大津町運動公園球技場
大津町運動公園球技場（おおづまちうんどうこうえんきゅうぎじょう）は、熊本県菊池郡大津町にある町営の球技場。

## 概要
球技場以外にも陸上競技場と多目的広場（サッカーコート2面分）を完備している。
また、日本プロサッカーリーグ（Jリーグ）へ加盟しているロアッソ熊本のホームゲームもかつて行われた。現在は収容人員などの施設の関係上、トップチームの試合の開催は、J3リーグに降格しない限りは不可能となったが、練習会場やユース以下の下部組織の試合には使われている。

### 施設概要
- 収容人員　10,000人（メインスタンド以外芝生席）　照明無し

## 交通アクセス
- JR九州豊肥本線「肥後大津駅」よりバスで10分〜15分程度
- 九州産交バス 「大津町運動公園」バス停または「大津町運動公園入口」バス停下車